# Lobos de mar (videojuego)
Lobos de mar: una aventura épica en el mar (título original ruso: Корсары: Проклятие дальних морей) es un videojuego ruso del año 2000 perteneciente al género de rol para Windows desarrollado por la empresa Akella y publicado por Bethesda Softworks. En él, el jugador es el capitán de un barco y puede servir como un corsario a un europeo, o como un pirata. El juego utiliza un formato 3D y el motor del juego incluye un sistema de juego similar a los Piratas de Sid Meier, además de ser un verdadero juego de rol de diálogo centrado entre caracteres. La secuela, Lobos de mar II, fue rehecha en Piratas del Caribe, pero en gran parte no relacionada con los elementos de la trama de la película.
Akella más tarde creó Age of Pirates: Caribbean Tales, la secuela de lobos de mar. El título fue cambiado porque Akella quería crear un nombre de marca que podían controlar, en lugar de su editor. Un nuevo título basado en la fan de la serie de piratas de Akella llama Lobos de mar: Regreso de la Leyenda está disponible sólo en Rusia y la CEI.

## Universo
Todo el juego se desarrolla en un ficticio archipiélago, sin embargo, se menciona un número de veces que es en el Caribe. francés , británico y las colonias españolas están presentes allí, así como escondites de piratas fortificados.

## Argumento
El personaje del jugador, Nicholas, fue criado por su madre desde que era un niño. Los únicos recuerdos que quedan de su padre son de su partida en un barco, así como un medallón de oro que él le dio. Nicholas crece, y como su padre lo hizo antes, va al mar a buscar aventuras. Pronto, él es capturado por los españoles, pero se las arregla para escapar con un pequeño barco y una tripulación. Él llega a la colonia británica en el centro, donde tiene que empezar una nueva vida.
Dado que el juego es no lineal , el jugador puede trabajar para cualquiera de las tres naciones, así como iniciar la carrera de un pirata. Buscando a su padre siempre es posible, pero con el fin de tener éxito, el jugador tendrá que cambiar las banderas de su barco un número de veces. Esta búsqueda revelará los secretos de la historia del padre de la protagonista vida y su muerte, así como su legado.

## Recepción de la crítica
Lobos de mar recibió un trato bastante positivo en la recepción de la media crítica después de su liberación, como GameRankings que le dio una puntuación de 80,50%, mientras que Metacritic le dio 71 puntos sobre 100. IGN estaba impresionado con él, llamándolo "un botín que te llama y no querrá perderse ". GameSpot también fue positivo sobre el juego, diciendo que es "una aventura que puede ser apasionante a pesar de sus muchos problemas".